# Cladosporium
Cladosporium — рід грибів родини Davidiellaceae. Класифіковано у 1816 році.

## Опис
Більшість представників роду є звичайними сапротрофними, широко розповсюдженими грибами, хоча трапляються також фітопатогенні, ендофітні, фунгіфільні гриби, патогени людини та тварин. Види цього роду часто присутні у пробах повітря, ґрунту, харчових продуктів, різних фарб, текстилю та інших матеріалів. Види C. sphaerospermum та C. cladosporioides домінують в грибних комплексах, що руйнують мармурові пам'ятки культури, будівельні матеріали. Представники роду можуть викликати алергічні захворювання, є звичайними забруднювачами в клінічних лабораторіях.

## Види
База даних Species Fungorum станом на 16.10.2019 налічує 317 видів роду Cladosporium (докладніше див. Список видів роду Cladosporium).